# Assistance à femme en danger
Pour plus de détails, voir Fiche technique et Distribution.
Assistance à femme en danger (Rent-a-Cop) est une comédie policière américaine réalisée par Jerry London, sorti en 1987, avec Burt Reynolds, Liza Minnelli et James Remar dans les rôles principaux.

## Synopsis
Chef de la brigade des stupéfiants de la police de Chicago, Tony Church (Burt Reynolds) organise une opération contre des trafiquants de drogue qui tourne au désastre et le pousse à la démission. Reconverti en agent de sécurité dans un magasin, il reçoit la visite de Della Roberts (Liza Minnelli), une jeune prostituée témoin de l'opération manquée. Considérée comme un témoin gênant par les trafiquants, elle est la cible de Dancer (James Remar), un tueur à gages. Elle demande à Church de la protéger et ce dernier accepte, ce qui l'amène à reprendre son enquête.

## Fiche technique
- Titre français : Assistance à femme en danger
- Titre original : Rent-a-Cop
- Réalisation : Jerry London
- Scénario : Dennis Shryack et Michael Blodgett
- Musique : Jerry Goldsmith
- Photographie : Giuseppe Rotunno
- Montage : Robert Lawrence
- Direction artistique : Aurelio Crugnola (it)
- Décors : Franco Fumagalli (it)
- Costumes : Moss Mabry
- Production : Raymond Wagner et John D. Schofield
- Société de production : Kings Road Entertainment
- Société de distribution : Kings Road Entertainment
- Pays d'origine : États-Unis
- Format : Couleur
- Genre cinématographique : Comédie policière
- Durée : 96 minutes
- Dates de sortie : 
  - Allemagne de l'Ouest : 26 novembre 1987
  - France : 2 décembre 1987
  - États-Unis : 15 janvier 1988

## Distribution
- Burt Reynolds : Tony Church
- Liza Minnelli : Della Roberts
- James Remar : Dancer
- Richard Masur : Roger
- Dionne Warwick : Beth
- Bernie Casey : Lemar
- Robby Benson : Pitts
- John P. Ryan : Wiser
- John Stanton : Alexander
- Larry Dolgin : capitaine James

Acteursnon crédités
- JoBe Cerny
- John Drury (en)
- Cyrus Elias (it)
- Mickey Knox : Frank
- Michael Rooker
- Del Russel (en)
- Ned Schmidtke (en)

## Distinctions
- Razzie Awards de la pire actrice en 1989 pour Liza Minnelli.
- Nomination au Razzie Awards du pire acteur en 1989 pour Burt Reynolds.